# Eric Butorac
Eric Butorac, né le 22 mai 1981 à Rochester, est un joueur de tennis américain, professionnel de 2003 à 2016.
Gaucher et surnommé « Booty », c'est un spécialiste du double. Il a arrêté de jouer en simple en 2005 et met un terme à sa carrière en 2016, à l'issue de l'US Open.

## Carrière
Après avoir étudié deux ans au Gustavus Adolphus College de Saint Peter (Minnesota), il s'installe pendant un an à Évreux, puis fait rarissime, il remporte en 2003 les deux premiers tournois professionnels auxquels il participe : les Future de Plaisir et de Nevers. Il a ensuite évolué sur le circuit Challenger à partir de 2005 puis sur le circuit ATP fin 2006. Il a remporté par ailleurs 12 tournois Challenger.
En 2006, il atteint sa première finale à Los Angeles avec Jamie Murray, s'inclinant devant les frères Bryan. Ils remportent leurs premiers tournois début 2007 en s'imposant à San José puis à Memphis. Depuis, ses principaux partenaires de double ont été : Rajeev Ram (de fin 2009 à mi-2010), puis Jean-Julien Rojer (jusqu'à fin 2011), Bruno Soares (début 2012) et enfin Raven Klaasen (en 2014). C'est avec ce dernier qu'il réalise la meilleure performance de sa carrière, soit une finale à l'Open d'Australie.
Membre du Conseil des Joueurs de l'ATP depuis 2008 sans représentation particulière (at-large), il est nommé vice-président en 2012 puis président en 2014 en remplacement de Roger Federer.
Il réside à Cambridge dans le Massachusetts. Marié à Maggie depuis 2011, il a un fils né en 2013.

## Palmarès

### En double messieurs
| 18 titres en double | 0 G. Chelem | 0 G. Chelem | 0 G. Chelem | 0 G. Chelem | 0 Masters  | 0 Masters  | 0 Masters   | 0 Masters   | 0 Masters 1000 | 0 Masters 1000 | 0 Masters 1000 | 0 Masters 1000 | 2 ATP 500          | 2 ATP 500          | 2 ATP 500          | 2 ATP 500          | 16 ATP 250         | 16 ATP 250         | 16 ATP 250     | 16 ATP 250     | 0 JO           | 0 JO           | 0 JO           | 0 JO           |
| 18 titres en double | 12 sur dur  | 12 sur dur  | 12 sur dur  | 12 sur dur  | 12 sur dur | 12 sur dur | 1 sur gazon | 1 sur gazon | 1 sur gazon    | 1 sur gazon    | 1 sur gazon    | 1 sur gazon    | 5 sur terre battue | 5 sur terre battue | 5 sur terre battue | 5 sur terre battue | 5 sur terre battue | 5 sur terre battue | 0 sur moquette | 0 sur moquette | 0 sur moquette | 0 sur moquette | 0 sur moquette | 0 sur moquette |

## Parcours dans les tournois duGrand Chelem

### En simple
N'a jamais participé à un tableau final.

### En double
| Année | Open d'Australie          | Open d'Australie         | Internationaux de France    | Internationaux de France | Wimbledon                  | Wimbledon                      | US Open                     | US Open                  |
| ----- | ------------------------- | ------------------------ | --------------------------- | ------------------------ | -------------------------- | ------------------------------ | --------------------------- | ------------------------ |
| 2007  | 2e tour (1/16) T. Parrott | F. Čermák J. Levinský    | 1er tour (1/32) J. Murray   | T. Cibulec Jordan Kerr   | 1/8 de finale J. Murray    | L. Dlouhý P. Vízner            | 2e tour (1/16) J. Murray    | A. Delić J. Gimelstob    |
| 2008  | 1/8 de finale K. Ullyett  | A. Clément M. Llodra     | 1er tour (1/32) A. Fisher   | J. Björkman K. Ullyett   | 2e tour (1/16) A. Fisher   | L. Dlouhý L. Paes              | 1er tour (1/32) J. Levinský | M. McClune K. Van't Hof  |
| 2009  | 1er tour (1/32) J. Murray | N. Lapentti T. Robredo   | 1er tour (1/32) S. Lipsky   | M. Kohlmann A. Waske     | 2e tour (1/16) S. Lipsky   | A. Pavel Horia Tecău           | 1er tour (1/32) S. Lipsky   | Max Mirnyi Andy Ram      |
| 2010  | 1/4 de finale R. Ram      | Bob Bryan Mike Bryan     | 1er tour (1/32) R. Ram      | Be. Becker S. Lipsky     | 1er tour (1/32) R. Ram     | J. Knowle Andy Ram             | 1er tour (1/32) J.-J. Rojer | D. Nestor N. Zimonjić    |
| 2011  | 1/2 finale J.-J. Rojer    | Bob Bryan Mike Bryan     | 1er tour (1/32) J.-J. Rojer | S. Aspelin P. Hanley     | 2e tour (1/16) J.-J. Rojer | A. Fisher S. Huss              | 2e tour (1/16) J.-J. Rojer  | S. Stakhovsky M. Youzhny |
| 2012  | 1/4 de finale B. Soares   | L. Paes R. Štěpánek      | 1/8 de finale B. Soares     | M. Ebden R. Harrison     | 2e tour (1/16) J. Murray   | A. Clément M. Llodra           | 2e tour (1/16) P. Hanley    | Bob Bryan Mike Bryan     |
| 2013  | 1/8 de finale P. Hanley   | M. Granollers Marc López | 2e tour (1/16) J. Sock      | Bob Bryan Mike Bryan     | 1er tour (1/32) A. Ram     | A. Peya B. Soares              | 2e tour (1/16) F. Nielsen   | Bob Bryan Mike Bryan     |
| 2014  | Finale R. Klaasen         | Ł. Kubot R. Lindstedt    | 2e tour (1/16) R. Klaasen   | M. González Juan Mónaco  | 1/8 de finale R. Klaasen   | J. Benneteau É. Roger-Vasselin | 1/4 de finale R. Klaasen    | S. Lipsky Rajeev Ram     |
| 2015  | 1/8 de finale Sam Groth   | J.-J. Rojer Horia Tecău  | 1er tour (1/32) Sam Groth   | A. Begemann J. Knowle    | 2e tour (1/16) C. Fleming  | V. Pospisil Jack Sock          | 1/8 de finale S. Lipsky     | J.-J. Rojer Horia Tecău  |
| 2016  | 2e tour (1/16) S. Lipsky  | D. Inglot R. Lindstedt   | 1/8 de finale S. Lipsky     | Ł. Kubot A. Peya         | —                          | —                              | 1er tour (1/32) S. Lipsky   | R. Klaasen Rajeev Ram    |

N.B. : le nom du ou de la partenaire se trouve sous le résultat ; le nom des ultimes adversaires se trouve à droite.

### En double mixte
| Année | Open d'Australie              | Open d'Australie         | Internationaux de France      | Internationaux de France    | Wimbledon                       | Wimbledon                      | US Open                         | US Open                     |
| ----- | ----------------------------- | ------------------------ | ----------------------------- | --------------------------- | ------------------------------- | ------------------------------ | ------------------------------- | --------------------------- |
| 2008  |                               |                          |                               |                             | 1er tour (1/32) B. Mattek-Sands | S. Stosur Bob Bryan            | 1/2 finale Jill Craybas         | Liezel Huber Jamie Murray   |
| 2009  |                               |                          |                               |                             | 2e tour (1/16) Y. Shvedova      | I. Benešová Lukáš Dlouhý       | 2e tour (1/8) Jill Craybas      | Liezel Huber M. Bhupathi    |
| 2010  |                               |                          |                               |                             | 2e tour (1/16) O. Govortsova    | Lisa Raymond Wesley Moodie     | 1er tour (1/16) R. Kops-Jones   | Elena Vesnina Andy Ram      |
| 2011  |                               |                          |                               |                             | 3e tour (1/8) O. Govortsova     | Elena Vesnina M. Bhupathi      | 1er tour (1/16) C. Vandeweghe   | Gisela Dulko E. Schwank     |
| 2012  | 1er tour (1/16) R. Kops-Jones | Liezel Huber C. Fleming  | 1er tour (1/16) R. Kops-Jones | Sania Mirza M. Bhupathi     | 1er tour (1/32) V. Lepchenko    | Melanie South Ken Skupski      | 1er tour (1/16) A. Petkovic     | Sania Mirza C. Fleming      |
| 2013  | -                             | -                        | -                             | -                           | 3e tour (1/8) Alizé Cornet      | Sania Mirza Horia Tecău        | 1er tour (1/16) M. Moulton-Levy | Lisa Raymond J.-J. Rojer    |
| 2014  | -                             | -                        | 1/2 finale Tímea Babos        | Julia Görges Nenad Zimonjić | 3e tour (1/8) Tímea Babos       | Samantha Stosur Nenad Zimonjić | 1er tour (1/16) Tímea Babos     | Abigail Spears S. González  |
| 2015  | 1er tour (1/16) Tímea Babos   | Sania Mirza Bruno Soares | -                             | -                           | 1er tour (1/32) Katalin Marosi  | M. J. Martínez Rohan Bopanna   | 1er tour (1/16) Lauren Davis    | Hsieh Su-Wei Henri Kontinen |
| 2016  | -                             | -                        | -                             | -                           | -                               | -                              | 2e tour (1/8) Tímea Babos       | Y. Shvedova Bruno Soares    |

N.B. : le nom du ou de la partenaire se trouve sous le résultat ; le nom des ultimes adversaires se trouve à droite.

## Classements en fin de saison

### En double
| Année | 2003 | 2004 | 2005 | 2006 | 2007 | 2008 | 2009 | 2010 | 2011 | 2012 | 2013 | 2014 | 2015 | 2016 |
| Rang  | 594  | 562  | 250  | 60   | 33   | 71   | 38   | 36   | 20   | 42   | 47   | 20   | 45   | 75   |

Source : (en) Classements de Eric Butorac sur le site officiel de la Fédération internationale de tennis